# Communauté d'agglomération de la Brie Francilienne
La communauté d'agglomération de La Brie Francilienne est une ancienne communauté d'agglomération française, située dans le département de Seine-et-Marne en région Île-de-France.

## Historique
La Brie francilienne est une communauté d'agglomération de Seine-et-Marne créée le 1er janvier 2010,.
Des structures intercommunales ont précédé à la création de cet ensemble : syndicats intercommunaux ou structures communes tels que le SIAAM (Syndicat d’Aménagement, d’Assainissement du Morbras), le SIESLA (Syndicat intercommunal de gestion du centre sportif « Le Nautil ») ou encore le réseau Sit’ bus. 
Les deux communes partagent une même histoire, principalement liée à l’agriculture, sur un territoire, La Brie. 
Du XVIIIe au XIXe siècle, ces deux villages ont exploité en commun deux moulins. Le moulin à eau de Pontillaut, qui portait aussi le nom de  « je t’écoute s’il pleut », était situé près du Morbras, dans le bois des Berchères. Le second, situé en limite de bois était un moulin à vent surnommé « le moulin de la Frette ». Le dernier propriétaire de ces moulins, Alfred Colmet, a été tour à tour maire de Roissy-en-Brie et de Pontault-Combault.
Elle disparait le 31 décembre 2015 et participe à la création de la nouvelle communauté d'agglomération Paris - Vallée de la Marne.

## Territoire communautaire

### Géographie
Le territoire intercommunal, d’une superficie de 2 726 hectares et situé entre 90 et 113 mètres d’altitude, est bordé de 4 000 hectares de massifs forestiers  et est raisonnablement urbanisé. 
Les deux communes sont traversées par le Morbras, affluent de la Marne, qui prend sa source dans la forêt d’Armainvilliers à Pontcarré et se termine en commune de Bonneuil-sur-Marne.
La RN 104, aussi appelée La Francilienne, constitue un axe de communication régional essentiel pour Pontault-Combault et Roissy-en-Brie.

### Composition
Elle regroupait deux communes au 1er janvier 2015 :
| Nom                    | Code Insee | Gentilé                 | Superficie (km2) | Population (dernière pop. légale) | Densité (hab./km2) |
| ---------------------- | ---------- | ----------------------- | ---------------- | --------------------------------- | ------------------ |
| Roissy-en-Brie (siège) | 77390      | Roisséens               | 13,65            | 23 048 (2015)                     | 1 688              |
| Pontault-Combault      | 77373      | Pontellois-Combalusiens | 13,64            | 38 370 (2015)                     | 2 813              |

## Fonctionnement

### Siège
Le siège administratif de l'agglomération est, depuis janvier 2012, rue du Prince-de-Conti à Roissy-en-Brie.

### Administration
La Communauté de communes est administrée par son Conseil communautaire constitué, pour le mandat 2014-2020, de 42 conseillers communautaires élus en leur sein par les conseils municipaux de chaque ville membre de la communauté (21 sièges pour chaque commune). 
Le premier conseil communautaire de janvier 2010 a élu présidente la maire de Roissy-en-Brie, Sylvie Fuchs. À mi-mandat, le 14 février 2012, Sylvie Fuchs a mis fin comme prévu à sa fonction de présidente et de nouvelles élections ont été provoquées. Le conseil communautaire extraordinaire du 15 février 2012 a élu présidente la maire de Pontault-Combault, première vice-présidente du conseil général de Seine-et-Marne, Monique Delessard.
Après les élections municipales de 2014, où les deux élus du Front national espéraient avoir une position d'arbitre, Jean-Claude Gandrille, élu de Pontault-Combault, a été élu président de l'agglomération. À la suite des élections municipales partielles de 2015 à Pontault-Combault, de nouvelles élections sont organisées au sein du conseil communautaire le 30 juin pour désigner son président, qui aboutissent à la réélection de Jean-Claude Gandrille. Le conseil élit également neuf vice-présidents, tous représentants des majorités municipales de chaque ville : 
1. François Bouchart (LR, maire de Roissy-en-Brie) ;
2. Gilles Bord (PS, Pontault-Combault);
3. Mathilde Priest-Godet (LR, Roissy-en-Brie) ;
4. Danielle Gauthier (PS, Pontault-Combault) ;
5. Mamaille Tati (LR, Roissy-en-Brie) ;
6. Gérard Tabuy (PS, Pontault-Combault) ;
7. Hafida Dhabi (LR, Roissy-en-Brie) ;
8. Pascal Rousseau (PS, Pontault-Combault) ;
9. Claude Paquis-Connan (LR, Roissy-en-Brie)[7].

Ensemble, ils forment l'exécutif de l'intercommunalité pour la fin de la mandature 2014-2020.

### Liste des présidents
| Période      | Période       | Identité              | Étiquette | Qualité |
| ------------ | ------------- | --------------------- | --------- | --- |
| 2010         | 02/2012       | Sylvie Fuchs          | PCF       | Maire de Roissy-en-Brie |
| février 2012 | avril 2014    | Monique Delessard     | PS        | Maire de Pontault-Combault (2007 → ) Conseillère générale puis départementame de Pontault-Combault (1998 → ) Cadre de banque |
| avril 2014   | décembre 2015 | Jean-Claude Gandrille | PS        | Adjoint au maire de Pontault-Combault Réélu le 30 juin 2015                                                                  |

### Compétences
Compétence obligatoires :
- aménagement de l'espace communautaire,
- développement économique,
- équilibre social de l'habitat,
- politique de la ville,

Outre les quatre compétences obligatoires prévues aux dispositions de l'article L 5216-5 du Code Général des Collectivités Territoriales, les compétences suivantes  ont été transférées :
Compétences optionnelles :
- voirie,
- assainissement,
- eau potable,
- équipements culturels et sportifs,
- action sociale,

Compétences facultatives :
- études et réalisation de l’aménagement du Morbras et de ses berges, défense de l’environnement sur tout le bassin du rû du Morbras et des affluents,
- actions en faveur de la santé,
- aire d’accueil des gens du voyage,
- élaboration d’un Agenda 21,
- protection et mise en valeur de l’environnement et du cadre de vie,
- domaine funéraire
- études et réalisation de circulations douces

Le 13 décembre 2011, le conseil communautaire de La Brie Francilienne a précisé, pour certaines des compétences dont elle s'est dotée, les domaines d'action désormais placés sous sa responsabilité. La définition de l'intérêt communautaire est une étape obligatoire dans la construction des communautés d'agglomération. Le législateur leur donne 2 ans, à compter de la date de création de l'EPCI, pour définir le contenu de leur coopération intercommunale.

## Projets et réalisations

### Équipements
Le Nautil : il s’agit d’un complexe intercommunal de sports et de loisirs aquatiques, situé entre Roissy-en-Brie et Pontault-Combault, qui accueille chaque année plus de 500 000 pratiquants.
Plusieurs espaces structurent les activités proposées par l’établissement : l'espace aquatique, l'espace forme et l'espace escalade.
L'espace aquatique est équipé d'un bassin de compétition de 25 x 15m, d'un bassin à vagues, d'un toboggan, d'une pataugeoire et d'un jacuzzi, le tout donnant sur une plage de verdure disposant d’une aire de pique-nique.
L'espace forme propose un espace cardio-musculaire, une salle de cours collectifs, un bain froid, un hammam, un solarium, un terrain de squash, un bassin extérieur et un sauna.
L’espace escalade est composé d’une salle offrant 18 m de hauteur et 1 500 m² de surface de grimpe où de nouvelles voies sont ouvertes régulièrement.
Le Cimetière intercommunal : le 14 janvier 2012, La Brie Francilienne a inauguré son nouveau cimetière intercommunal doté de plus de 2 000 places, d'une salle d'hommage ou encore d'un jardin du souvenir paysager. Situé en bordure des deux villes, le cimetière intercommunal de La Brie Francilienne est accessible par la route départementale 21 et est desservi par la ligne 504 du réseau intercommunal de transport Sit'bus (arrêt "Nautil").

### Projets
La charte de La Brie Francilienne confère à la Communauté d’Agglomération un certain nombre d’objectifs à poursuivre qui fondent son projet de territoire :
- Répondre aux besoins des populations en termes de logements, d’équipements et de services
- Favoriser le développement économique et l’emploi
- Créer les moyens d’un accès égal aux droits
- Maintenir et diversifier l’activité agricole
- Valoriser les espaces naturels
- Développer des moyens de transport contournant l’usage de la voiture, notamment les circulations douces

La réalisation d’un Agenda 21, inscrite dans les statuts de la Communauté d’Agglomération, déclinera le projet porté par La Brie Francilienne dans une perspective de développement durable conduisant à un aménagement respectueux de l’environnement et au respect des équilibres entre les zones urbanisées et les zones naturelles.

### Sources
- Plaquette de présentation de la communauté d'agglomération de La Brie Francilienne
- Lettre d'information n°1 de la communauté d'agglomération de La Brie Francilienne - Juillet 2011
- Lettre d'information n°2 de la communauté d'agglomération de La Brie Francilienne - Décembre 2011
- Lettre d'information n°3 de la communauté d'agglomération de La Brie Francilienne - Janvier 2012
- Lettre d'information n°4 de la communauté d'agglomération de La Brie Francilienne - Février 2012
- Lettre d'information n°5 de la communauté d'agglomération de La Brie Francilienne - Avril 2012
- Lettre d'information n°6 de la communauté d'agglomération de La Brie Francilienne - Juillet 2012
- Lettre d'information n°7 de la communauté d'agglomération de La Brie Francilienne - Octobre 2012
- Lettre d'information n°8 de la communauté d'agglomération de La Brie Francilienne - Janvier 2013
- Lettre d'information n°9 de la communauté d'agglomération de La Brie Francilienne - Avril 2013
- Lettre d'information n°10 de la communauté d'agglomération de La Brie Francilienne - Juillet 2013
- Lettre d'information n°11 de la communauté d'agglomération de La Brie Francilienne - Octobre 2013
- Lettre d'information n°12 de la communauté d'agglomération de La Brie Francilienne - Janvier 2014
- Article du Parisien en date du 5 janvier 2010, La Brie Francilienne est née
- Fiche de présentation de l'Institut d'Aménagement et d'Urbanisme d'Ile-de-France